# Independent Order of Foresters
 (février 2019).
Si vous disposez d'ouvrages ou d'articles de référence ou si vous connaissez des sites web de qualité traitant du thème abordé ici, merci de compléter l'article en donnant les références utiles à sa vérifiabilité et en les liant à la section « Notes et références ».
L'Independent Order od Foresters  (IOF) (en français : Ordre indépendant des forestiers) est une organisation fraternelle, basé à Toronto au Canada, et fonctionnant sous le nom de marque Foresters Financial .

## Histoire
L'origine de The Foresters (Les forestiers) se trouve dans  une société amicale britannique, une organisation mutuelle de soins aux malades. Ces groupes se sont regroupés pour l'aide mutuelle et la protection au XIVe siècle en Angleterre, dans ou près des anciennes forêts royales qui appartenaient à la monarchie. Bien que cette histoire très ancienne ne peut être prouvée, il y avait une société appelée Royal Foresters qui existait au XVIIIe siècle. L'adhésion, à l'origine, se faisait par le combat, d'abord des quarterstaffs, puis avec des épées et enfin avec des gourdins, jusqu'à ce que l'initiation par le combat fut abandonnée en 1843 au profit d'un rite forestier spécifique .
En 1834, le Royal Foresters a formé une société amicale, l'Ancient Order of Foresters (AOF). L'IOF, aux États-Unis, a pris son indépendance de l'AOF en 1874. À partir de 2014, une branche distincte  au Royaume-Uni est née sous le nom de Forester Life, basée à Bromley dans le Grand Londres.
L'expansion de l'Ordre indépendant des forestiers (IOF) au Canada en 1875 est attribué à un médecin et dirigeant communautaire de premier plan, Oronhyatekha (en). De descendance Mohawks, né en 1841 à la Réserve des Six Nations près de l' actuel Brantford en Ontario, Oronhyatekha (Burning Cloud) a été baptisé Peter Martin et a fait des études à Oxford.
Le Dr Oronhyatekha a occupé le poste de Supreme Chief Ranger  de 1879 à 1906 ; Il mourut en 1907.
Au début des années 1890, il avait réussi à transformer l'IOF en une des principales sociétés de bienfaisance franco-américaines. Les adhésions au sein de l'IOF ont atteint 257 000 membres en 1906. Au XXe siècle, l'IOF a fusionné avec diverses autres organisations fraternelles, y compris l'une des plus anciennes, l'Ancient Order of United Workmen (en) (AOUW) d'Ontario.
Comme les autres sociétés amicales et organisations fraternelles de l'époque, l'IOF a aidé à transformer l'industrie de l'assurance en étendant les prestations d'assurance à la famille moyenne. En plus d'admettre les femmes en tant que membres à part entière, il a offert des avantages  aux enfants orphelins des membres décédés, avantages qui sont encore disponibles aujourd'hui dans le cadre de l'adhésion à l'IOF.
Historiquement, l'IOF aide activement les communautés dans le besoin et, depuis 2014, soutient diverses causes communautaires au Canada, aux États-Unis et au Royaume-Uni, par le biais d'investissements directs dans des partenariats communautaires nationales et locales, le financement des bourses d'études.